# 村上浩輝
村上 浩輝（むらかみ ひろき、1985年9月11日 - ）は、日本の実業家。東証に上場する株式会社ツクルバの創業者・代表取締役CEO。

## 人物・経歴
東京都世田谷区生まれ、神奈川県横浜市育ち。幼少期からインターネットに触れ、起業を意識する。立教大学社会学部産業関係学科（現：経営学部）卒業、スコット T. デイヴィス研究室出身。学生時代から事業を手掛けて収益を生んでいた。。
2009年にリクルート系不動産デベロッパーのコスモスイニシア（旧:リクルートコスモス）に入社するがリーマンショックの影響で退社、その後IT企業のネクスト（現:LIFULL）にて不動産事業者向けSaaSプロダクトの企画開発・マーケティングなどに従事。2011年、東工大で建築を学んだ中村真広とツクルバを共同創業し代表取締役CEOに就任。デザインファームとして業容を拡大し、メルカリ、アカツキ、日本交通、丸紅などの本社デザインなどを手掛ける。2015年にスタートアップに転身しベンチャーキャピタルなどから資金調達を行い中古・リノベーション住宅の流通プラットフォーム「cowcamo（カウカモ）」をローンチ、オンラインを軸に住宅売買のマッチング及びリノベーションサービスを提供する同事業の成長により2019年に東京証券取引所に上場を果たし、東証の分類する不動産カテゴリにおいて最年少上場となる。 (2023年時点で日本市場に上場する住宅・不動産領域の経営者として現役最年少社長である)
上場後にソフトバンクグループ元副社長の佐護氏及びワングローブキャピタルから10億円の資金調達を実施し、佐護氏独立後の初アクションとして話題になった。
エンジェル投資家としてベンチャー企業のLayerX、令和トラベル、NOT A HOTEL、SANUなどに投資をしている。